# Миранти-ду-Вали
Миранти-ду-Вали (порт. Mirante do Vale) — 51-этажный небоскрёб в Сан-Паулу высотой 170 метров, построенный в 1960 году. Был самым высоким небоскрёбом Бразилии до постройки Millennium Palace в Балнеариу-Камбориу.

## История
Проект разработали инженеры Валдомиру Зарзурт и Арон Коган. Миранти-ду-Вали расположен в долине реки Аньянгабау и имеет три выхода на три разные улицы. Первый выход на авеню Престис-Майя, второй — на площадь Педру Лесса, и третий — на улицу Бригадира Тобиаса.
На строительство небоскрёба ушло пять лет. Валдомиру Зарзурт был инженером с большим опытом. Его первая работа — дом на улице Афонсу Брас, Вила-Нова-Консейсан, был спроектирован и построен, когда ему было всего 21 год, и он ещё учился на инженера в Маккензи. Строительные работы производил его дядя. Дружба с другим студентом, Ароном Коганом, переросла в плодотворное сотрудничество, которое длилось до 1960 года, когда Коган был убит, а Валдомиру взял на себя руководство компанией.